# Cuajinicuilapa
Cuajinicuilapa é um município do estado de Guerrero, no México.